# Rosmersholm
Rosmersholm, tradotto anche come La fattoria Rosmer, La casa dei Rosmer o Villa Rosmer, è un dramma in quattro atti dello scrittore e drammaturgo norvegese Henrik Ibsen, andato in scena in prima mondiale a Bergen nel 1887. Come suggerisce il protagonista Rosmer, i temi principali del dramma sono i cambiamenti politici e sociali che hanno fatto in modo che la classe dominante non riuscisse più ad imporre il proprio sistema ideologico al resto della popolazione: la libertà di pensiero e d'azione dei personaggi non è più basata sul cristianesimo, né su un codice etico di matrice cristiana, ma affidata interamente all'individuo. Il ricordo ossessivo del passato e l’incapacità di andare oltre perché zavorrati dalla memoria sono allegorizzati nella pièce dal cavallo fantasma che si dice infesti la tenuta di Rosmersholm; pochi anni prima Ibsen sviluppò la metafora del ricordo come fantasma nel suo dramma Spettri (1881).

## Trama
Un anno dopo il suicidio della moglie Beata, Johannes Rosmer ha lasciato che un'amica della moglie, Rebecca West, si trasferisse nella casa di famiglia, Rosmersholm. I due sono chiaramente innamorati, anche se Rosmer nega i suoi sentimenti e afferma che la relazione tra loro deve restare strettamente platonica. Rosmer, un ex pastore protestante, è un rispettato membro della comunità e in quanto tale vuole sostenere il nuovo governo e la sua agenda riformista e quasi rivoluzionaria. Tuttavia, il suo ex cognato e amico Kroll non è d'accordo e sostiene che Rosmer dovrebbe restare fedele alle sue radici aristocratiche. Indispettito, Kroll confronta Rosmer sulla sua relazione con Rebecca e sparge la voce che i due siano amanti; il rimorso comincia a tormentare Rosmer che si convince che sia stato lui e non la malattia mentale della moglie a spingerla al suicidio. Prova a cancellare il ricordo di Beata chiedendo a Rebecca di sposarlo, ma la donna inaspettatamente rifiuta. Kroll accusa Rebecca di avere indottrinato Rosmer con le sue idee politiche radicali e la donna confessa di essere stata lei a spingere Beata al suicidio inizialmente per incrementare il proprio ascendente su Rosmer, ma poi perché si era innamorata dell’uomo. È il senso di colpa per la morte di Beata che l’ha spinta a rifiutare la proposta di Rosmer.
Né Rebecca né Rosmer riescono a liberarsi dal rimorso e dal senso di colpa. Rebecca è tormentata anche dal ricordo di essere andata a letto con il suo padre adottivo, che lei sospetta essere stato anche il suo padre biologico; Kroll conferma i suoi sospetti. Incapaci di fidarsi l’uno dell’altro ma anche di loro stessi, Rosmer e Rebecca riconoscono di non riuscire ad andare avanti con le loro vite. Rosmer allora chiede a Rebecca di uccidersi come Beata, gettandosi nella gora del mulino di Rosmersholm, e la donna accetta senza esitare e comincia a dare istruzioni su come recuperare il suo cadavere dopo il suicidio. Ma Rosmer la interrompe perché ha intenzione di suicidarsi con lei: l’uomo è ancora innamorato di Rebecca e anche se sa di non poter vivere con lei, non ha intenzione di esistere in un mondo senza l’amata. I due muoiono insieme nella gora del mulino e al loro suicidio assiste la governante, la signora Helseth, che in preda al terrore crede che la coppia sia stata presa dalla "donna morta", lo spettro di Beata che crede aleggiare su Rosmersholm.

## Rappresentazioni
La prima di Rosmersholm è stata il 17 gennaio 1887 al Komediehuset på Engen di Bergen.
La prima italiana, con il titolo La fattoria Rosmer, è stata l’8 gennaio 1894 al Teatro Gerbino di Torino dalla compagnia di Giovan Battista Marini, con Ermete Zacconi (Rosmer), Emilia Aliprandi Pieri (Rebecca West), Libero Pilotto (Kroll), Oreste Calabresi (Brendel).

## Adattamenti
In Italia la Rai in data 7 luglio 1972 ha trasmesso Rosmersholm, traduzione di Claudio Novelli, regia di Vittorio Cottafavi, scene di Nicola Rubertelli, costumi di Giovanna La Placa; con Evi Maltagliati (Signora Helseth), Ileana Ghione (Rebecca West), Giacomo Piperno (Kroll), Mariano Rigillo (Rosmer), Arnoldo Foà (Brendel), Ezio Marano (Mortensgaard).

## Nella cultura di massa
- La scrittrice britannica Dame Cicely Isabel Fairfield ha scritto e pubblicato i suoi lavori con lo pseudonimo di Rebecca West, in onore dell’eroina ibseniana.[5]
- Ogni capitolo del romanzo di J. K. Rowling Bianco letale, pubblicato nel 2018 sotto lo pseudonimo di Robert Galbraith, è introdotto da una citazione da Rosmersholm.[6]

## Edizioni
- La fattoria Rosmer, traduzione di Paolo Rindler ed Enrico Polese Santarnecchi, Milano, Max Kantorowicz, 1894, 95 p.
- Rosmersholm, traduzione di Anita Rho, Collezione di teatro n. 319, Torino, Einaudi, 1990, ISBN 9788806117078.